# Историјске престонице Јерменије
Списак историјских и садашњих престоница Јерменије.
Јереван се традиционално сматра 12. главним градом Јерменије (не рачунајући градове који су у средњем веку били центри јерменских кнежевина као и престонице Комагена, Софенског краљевства, Киликије и Мале Јерменије).
Током церемоније инаугурације градоначелника Јеревана, око врата му се ставља позлаћени ланац са именима древних престоница Јерменије.
| #  | Град                       | Раздобље | Године                                                    | Трајање ( у годинама) |
| -- | -------------------------- | --- | --------------------------------------------------------- | --------------------- |
| 1  | Тушпа (Ван)                | Урарту | 832. п. н. е. - 590. п. н. е.                             | 242                   |
| 2  | Армавир                    | Династија Оронтиди | 331. п. н. е. - 210. п. н. е.                             | 121                   |
| 3  | Јервандашат                | Династија Оронтиди и династија Артаксијади (Арташесиди)                                                                          | 210. п. н. е. -176. п. н. е.                              | 34                    |
| 4  | Арташат                    | Династија Артаксијади (Арташесиди)                                                                                               | 176. п. н. е. -77. п. н. е. и 69. п. н. е. -120. п. н. е. | 191                   |
| 5  | Тиграноцерта (Тигранакерт) | Династија Артаксијади (Арташесиди)                                                                                               | 77. п. н. е. - 69. п. н. е.                               | 8                     |
| 6  | Вагхаршапат                | Династија Аршакуни (Арсакиди) | 120 - 330                                                 | 210                   |
| 7  | Двин                       | Династија Аршакуни (Арсакиди) | 336 - 428                                                 | 92                    |
| 8  | Багаран                    | Династија Багратиди (Багратуни)                                                                                                  | 885 - 890                                                 | 5                     |
| 9  | Ширакаван                  | Династија Багратиди (Багратуни)                                                                                                  | 890 - 929                                                 | 39                    |
| 10 | Карс                       | Династија Багратиди (Багратуни)                                                                                                  | 929 - 961                                                 | 32                    |
| 11 | Ани                        | Династија Багратиди (Багратуни)                                                                                                  | 961–1045                                                  | 84                    |
| 12 | Тарс                       | Јерменска кнежевина Киликија | 1080–1198                                                 | 118                   |
| 13 | Сис                        | Јерменско краљевство Киликија | 1198–1375                                                 | 177                   |
| 14 | Јереван                    | Демократска Република Јерменија (1918–20) Јерменска совјетска социјалистичка република (1920-1991) Република Јерменија (од 1991) | 1918 –- данас                                             | 102                   |